# Ewodia Daniella

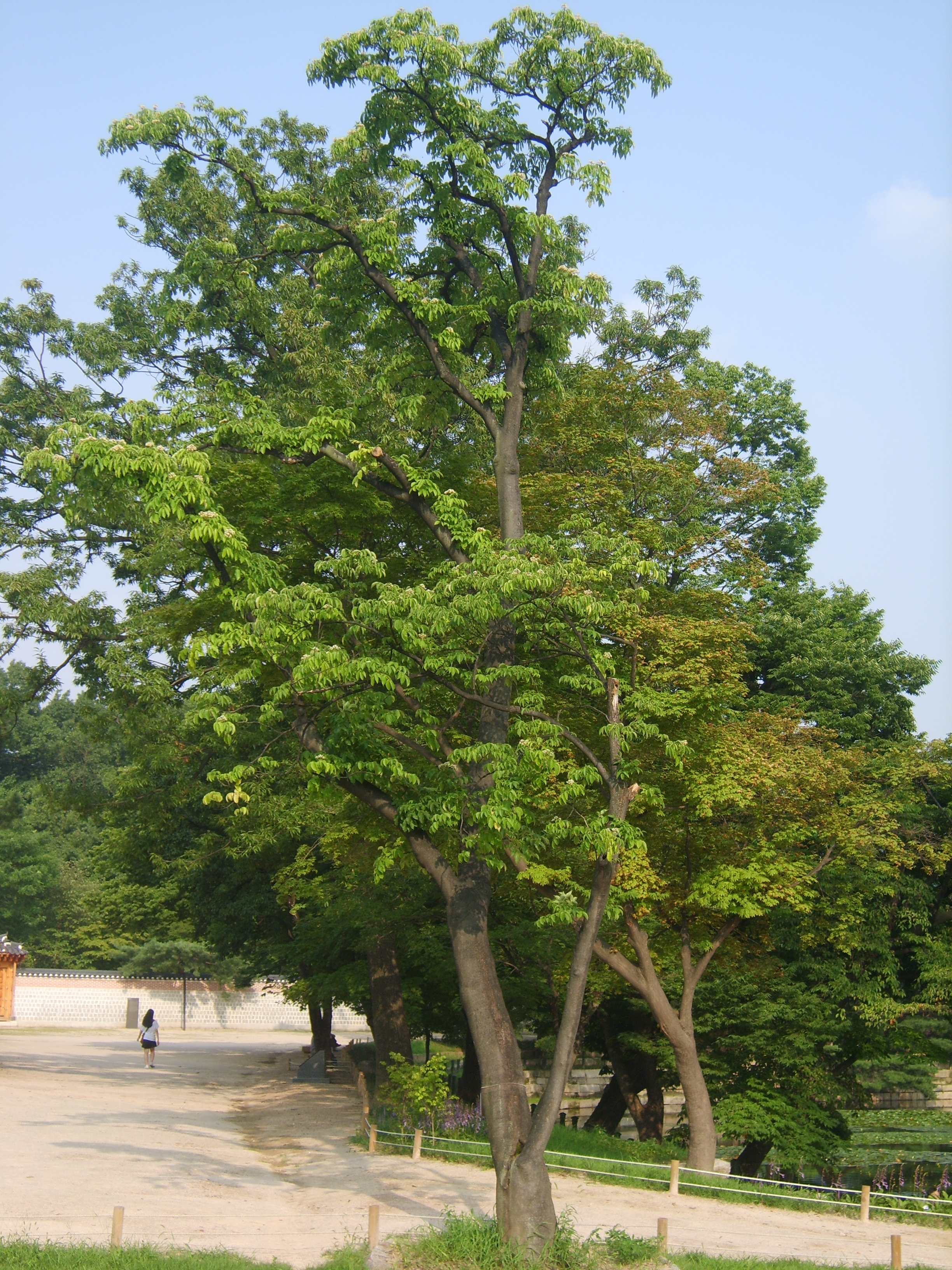
Pokrój

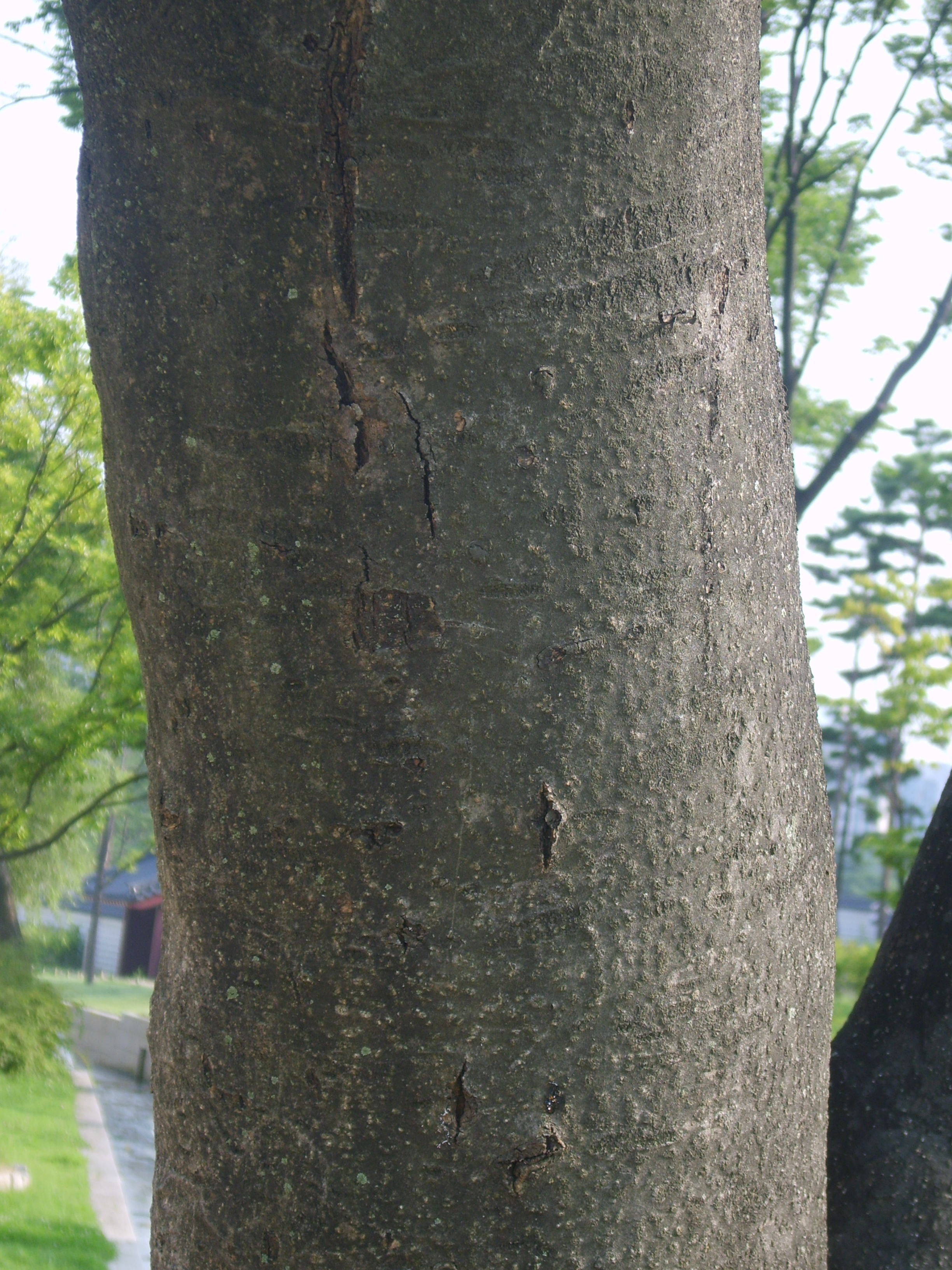
Pień

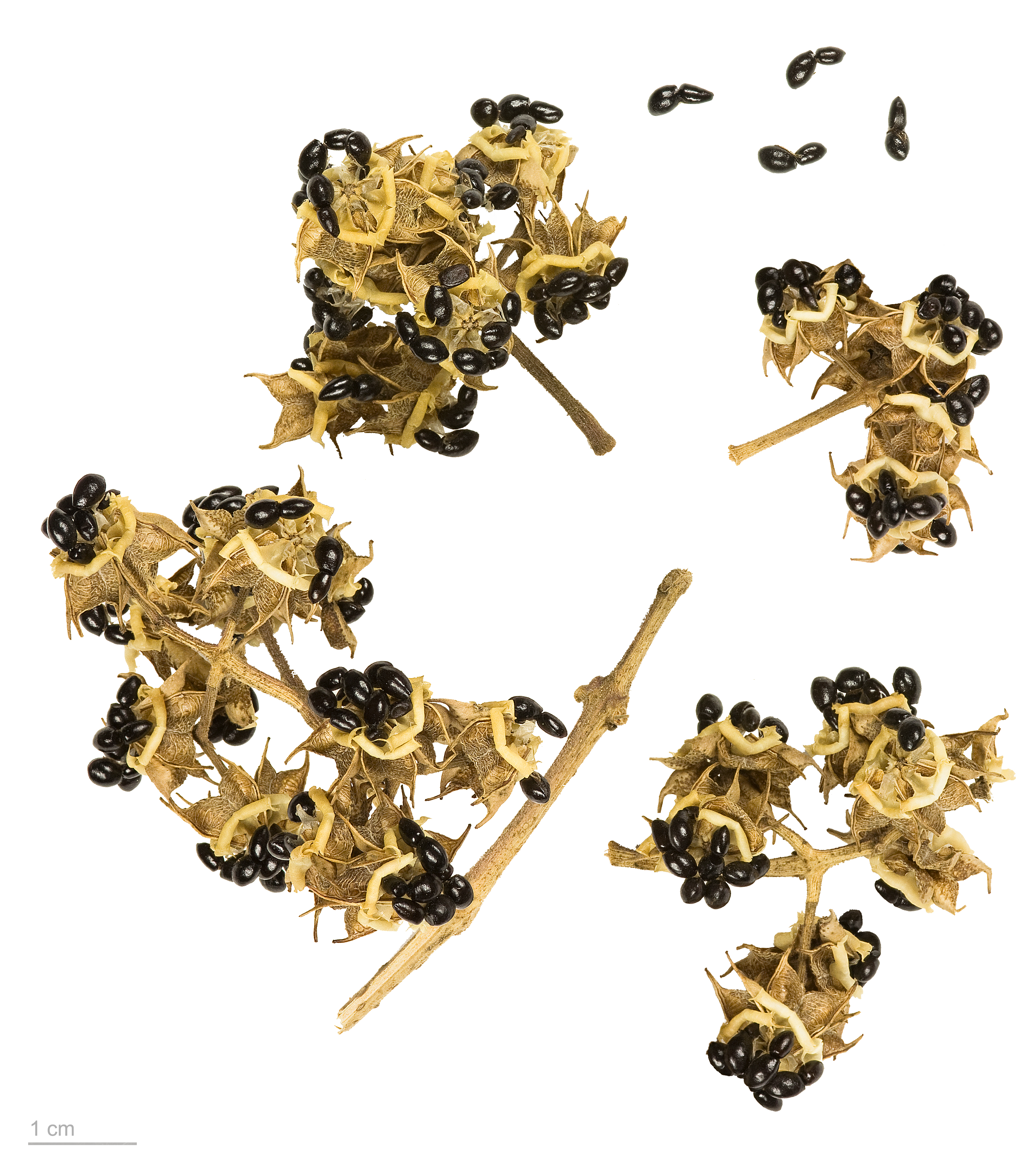
Mieszki z nasionami

Ewodia Daniella (Tetradium daniellii) – gatunek rośliny należący do rodziny rutowatych. Pochodzi z Azji (Mandżuria). W Polsce bywa (bardzo rzadko) uprawiany jako roślina ozdobna, znajduje się też w kolekcji niektórych ogrodów botanicznych. Ponieważ lokalnie dziczeje (np. w Poznaniu), ma w polskiej florze status kenofita.

## Nazewnictwo
Gatunek po raz pierwszy został opisany w 1862 przez angielskiego botanika Johna Josepha Benetta jako Zanthoxylum daniellii. W 1908 sklasyfikowany został jako Euodia hupehensis. Jeszcze kilkakrotnie gatunek ten przez różnych botaników klasyfikowany był pod różnymi nazwami. W 1981 zaliczony został do rodzaju Tetradium jako Tetradium danielli.
Synonimy
- Ampacus danielli (Benn.) Kuntze
- Euodia baberi Rehder & E.H.Wilson
- Euodia delavayi Dode
- Euodia henryi Dode[7]
- Euodia hupehensis Dode[8]
- Euodia labordei Dode
- Euodia sutchuenensis Dode
- Euodia velutina Rehder & E.H.Wilson[9]
- Euodia vestita W.W.Smith
- Zanthoxylum bretschneideri Maxim.

## Morfologia
PokrójDrzewo osiągające w swojej ojczyźnie wysokość do 30 m. W Polsce jest dużo mniejsze, do 10 m.
LiścieNakrzyżległe, nieparzystopierzasto złożone, 7–11 listkowe, jasnozielone, do 30 cm długości.
KwiatyDrobne, zebrane w szczytowe wiechy, jednopłciowe (drzewa są jednopienne), listki okwiatu białawe.

## Zastosowanie i uprawa
- Roślina ozdobna. Jej walorami jest soczysta zieleń liści i przyjemny, ziołowy zapach jaki wydziela po dotknięciu lub zmiażdżeniu tkanek. Jest rośliną bardzo miododajną, stąd też w niektórych krajach jest uprawiana przy pasiekach.
- Wymagania. Jest średnio odporna na mróz. Może być uprawiana w strefach 8-10. Podczas bardziej surowych zim obmarzają jej drobniejsze pędy, jednak roślina odradza się. Bardziej wrażliwe są młode drzewka, starsze stają się odporne na mróz i nie trzeba ich na zimę osłaniać. Najlepiej rośnie w pełnym słońcu, ale toleruje też półcień. Stanowisko powinno być osłonięte.
- Sposób uprawy. Uprawia się ją z nasion. Należy je przez 12 godzin namoczyć i wysiewać do szklarni lub ciepłego inspektu. Kiełkują nierównomiernie. 1000 nasion waży 8 g.